# Seznam španskih lokostrelcev
Seznam španskih lokostrelcev.

## G
- Almudena Gallardo Vicente

## L
- Felipe López Garrido